# بن عواج (تويجرات)
بن عواج هو دُوَّار يقع بجماعة سيد المختار، إقليم شيشاوة، جهة مراكش آسفي في المملكة المغربية. ينتمي الدوّار لمشيخة تويجرات التي تضم 22 دوار. يقدر عدد سكانه بـ 288 نسمة حسب الإحصاء الرسمي للسكان والسكنى لسنة 2004.

## روابط خارجية
- البوابة الوطنية للجماعات الترابية نسخة محفوظة 12 مارس 2018 على موقع واي باك مشين.
- المندوبية السامية للتخطيط